# 1インチVTR
1インチVTRは、テープ幅1インチ（2.54センチメートル）のオープンリール型ビデオテープに映像信号を記録するビデオテープレコーダの総称である。日本では通常CフォーマットVTRのことを言い、放送業界の用語では「インチ」や「オメガ（Ω）」ともいう。

## 概要
1974年にNECが「TT-1000」「TT-3000」、1976年、ソニーが「BVH-1000」を発表。
2インチVTR（4ヘッドVTR、Quadruplex）に比べ、機器が小型で初期コスト・維持コスト（保守およびテープコスト）が安価であり、かつ、タイムコードを除く通常音声が2トラック備えられていることから、1978年9月から日本で開始された、アナログテレビの音声多重放送に於いての放送送出用VTRとしても使われ始めたこともあり（2インチVTRの音声は、1トラックのみのモノ仕様）、1980年代に急速に普及した。しかし、1987年からの、それより価格がはるかに安くて高画質かつ高音質なデジタルVTRの登場に伴い、1990年代に多くの放送局での、主力フォーマットの座を、D2-VTRなどそれに譲ることとなった。しかし、1インチVTRで録画されたビデオテープの再生や、2インチVTRで録画されたそれが後に1インチのそれにダビングされたのが非常に多いため、NHKアーカイブスや民放キー局を始め、多くのテレビ局、ビデオ・プロダクション等で、過去の番組の再生用のVTRとして、現在も活躍をしている。
米国のSMPTEはTYPEA、B、C、Dの４つの規格を承認したが、世界的な標準になったのはSMPTE TYPE-C、通称「Cフォーマット」と呼ばれるアンペックスとソニーが両社の方式を統合してSMPTEに提案し規格化されたものである。特徴としては「Ω（オメガ）巻き」と呼ばれるテープ走行系を用いた方式でビデオテープを直径約134mmの回転ヘッドドラムに約354°近く巻きつけるヘリカルスキャン方式であり、残りの6°分のテープとヘッドが接触しない部分を記録するため主ヘッドから回転方向に30度だけ先行させた副ヘッド（シンクヘッドと呼ぶ）で記録するという1.5ヘッド方式を採用した。副ヘッドはおもに垂直帰線区間を記録するもので、規格上はオプション装備である。編集機能が優れていたため放送局だけでなく番組制作プロダクションでも広く採用され、プロダクションや放送局間でのテープ交換標準フォーマットにもなった。
機器の形態としては2インチVTRがおおむね水平面のテープ走行系を採用したのに対し走行系をおおよそ垂直に立て、装置ごとラックマウントできるようになっていた。局外での取材用にポータブル型の製品も開発されたがニュース取材（ENG）ではすでにカセット式のU規格が登場しており、その後BETACAMに移行したためオープンリールの本フォーマットの機器の利用はこの分野では限定された。
本フォーマットで特筆すべきこととして、実用上完全なスローモーションおよび静止画（スチル）再生を可能にする技術が開発されたことが挙げられる。もともと一つのフィールドをヘッドドラムの1回転で記録するこの方式においてはスロー・スチル再生はそのままでも可能であったが、記録時とテープ速度が異なる（遅いか止まっている）ためヘッドと記録トラックとの相対関係がずれる。このためトラックの渡り部分でノイズが乗っていた。これを避けるためAMPEX社はビデオヘッドを圧電素子を用いたアクチュエーターに装着し、サーボ制御で位置を補正するというAST方式を開発した。この機能は記録機と異なる装置で再生を行う場合の互換性を補償するためにも用いられた。ソニーではこの機構をダイナミックトラッキング（DT）と呼んでいる。
そのほかの規格としてはアンペックスがソニーとの規格統合前に発売していたSMPTE TYPE-A、欧州で普及したBosch社のSMPTE TYPE-B、公的な規格化はされなかったが日本国内でCM送出用として普及したNECのDフォーマット（後の2フォーマットはテープを回転ヘッドに360度巻きつけて1ヘッドで記録再生を行う「α（アルファ）巻き」方式である）などがあげられる。
これらのVTRではコンポジットビデオ信号はそのまま帯域が7〜10MHz付近を使う周波数変調方式（ダイレクトFM）で記録される。例えばTYPE-Cでは、ビデオ信号の電圧レベルに応じて次のような周波数の対応があった（NTSC方式の例）。
- 白ピーク：10MHz
- ペデスタル：7.9MHz
- シンクチップ：7.06MHz

また、音声は長手方向の専用トラックにオーディオテープレコーダと同様な方式で記録される。通常2チャンネルの音声および1〜3チャンネルの頭出しやタイムコードなどを記録する固定ヘッドを備えていた。
ヘリカルスキャンVTRに共通していえることであるが2インチVTRとくらべて記録再生に伴うジッタ成分が大きくカラー信号の位相が正確に再現できないため、そのままでは放送画質に達しない。このためデジタル技術を用いたタイムベースコレクタ（TBC）を開発することで実用化することができた。
なおベータやVHSなどの家庭用VTRでは色信号を分離した上で周波数の低い領域に記録する、低域変換方式を用いることでTBCなしでもカラー位相を安定化できるようにしている。

## 年表
- 1974年：NECがTT-3000（Dフォーマット）を発表。
- 1975年1月20日：日本テレビがTT-3000を導入、深夜放送の番組と、CMのパッケージ送出で稼働開始。
- 1976年：ソニーが「BVH-1000」（Cフォーマット）を発表。